# František Koníček (1953)
František Koníček (* 17. května 1953 Vlčnov) je český manažer a politik, počátkem 21. století krátce poslanec Poslanecké sněmovny za ČSSD, pak ředitel státního podniku Lesy České republiky a od července 2013 do ledna 2014 ministr práce a sociálních věcí ve vládě Jiřího Rusnoka.

## Biografie
V mládí vyrůstal na jižní Moravě. S manželkou Alenou mají děti Martina a Kláru. V roce 1977 absolvoval VŠE v Praze (obor zahraniční obchod). Pracoval jako generální ředitel podniku Intersigma, jednatel firmy I.B.C. Praha a náměstek ministra práce a sociálních věcí.
Ve volbách v roce 2002 kandidoval do poslanecké sněmovny za ČSSD (volební obvod Středočeský kraj). Nebyl zvolen, ale do sněmovny usedl dodatečně v červnu 2005 jako náhradník poté, co zemřela poslankyně Jarmila Boháčková. Byl místopředsedou sněmovního výboru pro sociální politiku a zdravotnictví a členem výboru petičního. Ve sněmovně setrval jen do ledna 2006, kdy na poslanecký mandát rezignoval.
Působil pak jako náměstek podniku Lesy České republiky a v červnu 2006 ho vláda Jiřího Paroubka ještě těsně před koncem jejího mandátu jmenovala ředitelem tohoto státního podniku. Krok kritizovala ODS, podle níž vláda již neměla dělat zásadní personální změny. Na post ředitele rezignoval již v únoru 2007 (s účinností k červnu 2007). Ministr Petr Gandalovič to komentoval s tím, že jde o logický krok vzhledem k odlišným představám o směřování Lesů ČR. Ve funkci musel řešit akutní situaci po orkánu Kyrill. Na funkci rezignoval den poté, co Pavel Bém s Romanem Janouškem podle později zveřejněných odposlechů hovořili o potřebě vyřešit případ mrtvýho koně a Pařeza. Podle interpretace časopisu Týden byl mrtvým koněm míněn František Koníček a Pařezem jeho nástupce Jiří Holický.
V komunálních volbách roku 1998, komunálních volbách roku 2002, komunálních volbách roku 2006 , komunálních volbách roku 2010 a komunálních volbách roku 2014 byl zvolen do zastupitelstva obce Jinočany za ČSSD, kde zastával také funkci předsedy finančního výboru a od roku 2018 je jeho členem, přestože již nekandidoval na zastupitele. Profesně se k roku 1998 a 2002 uvádí jako podnikatel-ekonom, k roku 2006 coby generální ředitel podniku Lesy ČR a k roku 2010 jako podnikatel.
1. července 2013 přijal nabídku designovaného premiéra Jiřího Rusnoka na funkci ministra práce a sociálních věcí v jeho chystané vládě. Vzhledem k účasti ve vládě přerušil své členství v ČSSD. Prezident Miloš Zeman jej do funkce jmenoval 10. července 2013. Po dvou dnech ve funkci odvolal svého náměstka Petra Krůčka, šéfa sekce fondů EU Vladimíra Kváču, ředitele Fondu dalšího vzdělávání Jana Vitulu a dva ředitele odborů ministerstva práce a sociálních věcí.
Dne 29. srpna 2013 vystoupil z ČSSD a kandidoval jako nestraník za SPOZ ve volbách do Poslanecké sněmovny PČR v roce 2013 ve Středočeském kraji, ale neuspěl.
V roce 2018 byl adeptem na ministra průmyslu ve druhé vládě Andreje Babiše, kterému také dělal poradce. V této souvislosti se v té době kolem Koníčka vyrojily podezřelé zprávy, které nakonec vedly k tomu, že se ministrem nestal. Jednou z problematických informací bylo zjištění, že firma Armaturka Krnov, kde Koníček figuruje od roku 2014 jako předseda dozorčí rady, má vůči státu dluh na sociálním pojištění za svoje zaměstnance. Dluh ovšem nepřekračoval řád stovek tisíc korun a firma na něj měla domluvený splátkový kalendář. problematické tak zejména bylo, že firma měla obchodní vazby na Rusko, což v době tématu dostavby jaderné elektrárny Dukovany vyvolávalo otázky. Stejného tématu se také týkalo další zjištění a to, že Koníček byl jedním z nejviditelnějších lidí v čele Aliance české energetiky, která sdružuje české dodavatele usilující o nové dodávky do jaderných elektráren. Aliance přitom měla od roku 2017 podepsané memorandum o spolupráci s ruským Rosatomem.

## Podnikání
František Koníček dlouhodobě podniká v průmyslu a energetice (zejména jaderné). V roce 2018 Český rozhlas popsal jeho podnikání následovně: „Františka Koníčka můžeme nalézt například ve vedení Aliance české energetiky, která sdružuje firmy usilující o (jaderné) energetické zakázky u nás i v zahraničí. Zakládajícím členem tohoto uskupení je firma I.B.C. Praha, jejímž majitelem je jistá Equity Brokers. Podle obchodního rejstříku je tříčtvrtinovým majitelem právě Koníček. Obě zmíněné firmy pak buď mají přímo podíly, nebo těsně spolupracují se společnostmi Armaturka Krnov a ARPO. V obou je doposud Koníček zapsaný jako předseda dozorčí rady. (...) Pokud jde o reference, armaturka odkazuje na dodávky nejen pro ČEZ, ale i pro řadu energetických kolosů z Ruska či dalších postsovětských zemí.“ Firma I.B.C. Praha byla také příjemcem dotací ve výši 11 milionů korun.

## Kontroverze

### Offshorové firmy
Podle zjištění organizace Transparency International Koníček do července 2013 působil ve firmě Equity Brokers, která je většinově vlastněná z Kypru. V její dozorčí radě nadále pracuje jeho žena a dcera.
Koníček v minulosti přiznal, že je držitelem anonymních akcií firmy Karlštejnská a.s., ale nezveřejnil, kdo tuto firmu skutečně ovládá. Podle evidence skutečných majitelů je od roku 2019 přímým skutečným majitelem firmy právě František Koníček.
Podle deníku Insider Koníček také pracoval pro společnosti, které sídlí v daňových rájích, konkrétně firmy ARPO a Armaturka Krnov. Funkce předsedy představenstva, resp. předsedy dozorčí rady, opustil měsíc předtím, než se stal ministrem v Rusnokově vládě. Své angažmá Koníček považuje za svou soukromou záležitost. Novináře pobouřil tím, že reportérku nazval hovadem. Za svůj výrok se později omluvil, ale věří, že i politik má právo "na svoji vlastní privátní ochranu". S firmou Armaturka Krnov byl Koníček spojen již od roku 1993. Vyráběla především příslušenství pro potrubí, která se používají v petrochemickém a energetickém průmyslu, a orientovala se hlavně na ruský trh. Firma patřila do roku 2015 s Koníčkem spojené firmě Equity Brokers. V roce 2018 se jejím jediným akcionářem stala společnost Capital Benefit, jejímž jediným společníkem je Equity Brokers. Kdo stojí za offshorovými firmami z Kypru a Belize, které Armaturku Krnov vlastnily mezi roky 2015 a 2018, nebylo zřejmé. V říjnu 2018 Koníček Armaturku Krnov prodal německé Klaus Union International a Armaturka se přejmenovala na Klaus Union CZ. Ta posléze zveřejnila dříve tajené vlastnické struktury a bylo zjištěno, že 60 % Armaturky Krnov vlastnila kyperská JMMETRICS a 40 % BARGERY BUSINESS z Belize.
Koníček byl jedním z Čechů uvedených na seznamu tzv. Pandora Papers. Podle webu Investigace.cz byl do roku 2016 konečným vlastníkem firmy Rosedale Garden Limited registrované na Britských Panenských ostrovech (která již nyní neexistuje). Formou půjček do ní v přepočtu převedl kolem 75 milionů korun. Společnost byla založena za účelem nákupu a prodeje uměleckých děl, konkrétně obrazů.